# Rivière Courtois
La rivière Courtois est un affluent de la rivière Savane, coulant dans le territoire non organisé de Mont-Valin, dans la municipalité régionale de comté (MRC) du Fjord-du-Saguenay, dans la région administrative de Saguenay–Lac-Saint-Jean, dans la province de Québec, au Canada. Cette rivière est située à la limite Ouest du territoire non organisé du Mont-Valin et dans la partie Nord de la MRC du Fjord-du-Saguenay,,.
La foresterie constitue la principale activité économique du secteur ; les activités récréotouristiques sont accessoires considérant l’éloignement géographique et le manque de routes d’accès.
La surface de la rivière Courtois est habituellement gelée de la fin novembre au début avril, toutefois la circulation sécuritaire sur la glace se fait généralement de la mi-décembre à la fin mars.

## Géographie
Les principaux bassins versants voisins de la rivière Courtois sont :
- côté Nord : rivière Péribonka Est, rivière Péribonka, lac Courtois ;
- côté Est : rivière Savane, rivière Benoît, lac Benoît, rivière à Michel Nord ;
- côté Sud : rivière Savane, rivière Péribonka, rivière à Michel ;
- côté Ouest : lac Natipi, rivière Péribonka, rivière Témiscamie, lac Saint-Briac, lac Bussy[2].

La rivière Courtois prend sa source à l’embouchure du lac Courtois (longueur : 4,9 km ; altitude : 606 m) dans le territoire non organisé de Mont-Valin. L’embouchure de ce lac est située à :
- 5,5 km à l’Ouest du cours de la rivière Savane ;
- 9,6 km à l’Est du cours de la rivière Péribonka ;
- 22,5 km au Nord du lac Natipi ;
- 29,1 km au Nord de l’embouchure de la rivière Courtois (confluence avec la rivière Savane) ;
- 59,6 km au Nord de l’embouchure de la rivière Savane (confluence avec la rivière Péribonka)[2],[5].

À partir de sa source, la rivière Courtois coule sur 38,7 km sur un dénivelé de 116 m entièrement en zone forestière, selon les segments suivants :
- 4,5 km vers l’Ouest, puis le Sud, en traversant un petit lac (longueur : 0,4 km ; altitude : 587 m) jusqu’à son embouchure ;
- 5,1 km vers le Sud, jusqu’à la décharge (venant de l’Ouest) d’un lac non identifié ;
- 7,2 km vers le Sud en zigzaguant et en formant un crochet vers l’Ouest en fin de segment, jusqu’à la décharge (venant du Nord-Ouest) d’un lac non identifié ;
- 15,5 km vers le Sud, puis le Sud-Est notamment en traversant des zones de marais, jusqu’à la décharge (venant du Nord-Ouest) du lac Natipi ;
- 6,4 km vers le Sud en serpentant et en courbant vers le Sud-Est, jusqu’à son embouchure[2].

La rivière Courtois se déverse dans un coude de rivière sur la rive Est de la rivière Savane. Cette embouchure est située :
- 3,0 km au Nord-Ouest de l’embouchure de la rivière à Michel ;
- 5,7 km à l’Est d’une baie de la rive Sud du lac Natipi ;
- 12,7 km à l’Est de l’embouchure de la décharge du lac Saint-Briac (confluence avec la rivière Péribonka) ;
- 25,0 km à l’Ouest d’une baie du lac Piacouadie ;
- km au Sud d’une baie de la rive Sud du lac Courtois ;
- 30,4 km au Nord de l’embouchure de la rivière Savane ;
- 37,7 km au Nord-Est du lac Palairet ;
- 77,1 km au Nord de l’embouchure du lac Onistagane lequel est traversé par la rivière Péribonka ;
- 167,3 km au Nord-Ouest de l’embouchure du lac Péribonka ;
- 300 km au Nord de l’embouchure de la rivière Péribonka](confluence avec le lac Saint-Jean)[2].

À partir de l’embouchure de la rivière Courtois, le courant descend le cours de la rivière Savane sur 38,0 km vers le Sud-Ouest, le cours de la rivière Péribonka sur 436,3 km vers le Sud, traverse le lac Saint-Jean sur 29,3 km vers l’est, puis emprunte sur 155 km le cours de la rivière Saguenay vers l’est jusqu'à la hauteur de Tadoussac où il conflue avec le fleuve Saint-Laurent.

## Toponymie
Le terme « Courtois » constitue un patronyme de famille d’origine française.
Le toponyme de « rivière Courtois » a été officialisé le 5 décembre 1968 à la Banque des noms de lieux de la Commission de toponymie du Québec.